# 培生擂台：無敵盃
《培生擂台：無敵盃》（英文：We Are Champs），香港拳擊賽事，於2021年9月18日星期六晚上8時假九龍灣國際展貿中心匯星舉行， 由香港電競界人士鍾培生旗下「培生培心」團隊主辦，主要賽事為鍾培生本人與藝人林作之對決，被傳媒稱作「林鍾大戰」或者「林鍾一戰」。此外，網絡紅人大J與前男子組合Boy'z成員張致恆（Steven）之戰亦備受關注。全晚合共舉行6場比賽，其中3場由專業拳擊運動員出戰，另外3場由藝人或網絡紅人等知名人士出戰。
拳賽主持是方力申及蔡宛珊，評述員包括拳擊教練鄧子威、無綫電視體育主持何振然以及藝人梁榮忠，表演嘉賓有Kolor、LMF及尹光。

## 賽程
| 場次       | 紅方                                                           | 藍方                                             | 規則        | 獲勝方 | 判決 |
| ---------- | -------------------------------------------------------------- | ------------------------------------------------ | ----------- | ------ | ---- |
| Fight 1    | 潘啟情 （職業拳擊運動員兼教練）                                | 姚達輝 （職業拳擊及泰拳運動員兼教練）            | 6回合 3分鐘 | 潘啟情 | UD   |
| Fight 2    | 温穎琦（Ollie） （17live主播，《最後一屆口罩小姐選舉》參賽者） | 張育玲（Kathy） （17live主播，《造美人》參賽者） | 3回合 2分鐘 | 温穎琦 | UD   |
| Fight 3    | 吳景聰 （職業泰拳運動員兼教練）                                | 李鑑任 （職業拳擊同泰拳運動員兼教練）            | 4回合 3分鐘 | 吳景聰 | UD   |
| Fight 4    | 張致恒（Steven） （歌手，前男子組合Boy'z成員）                 | 大J （YouTuber）                                 | 3回合 2分鐘 | 大J    | UD   |
| Fight 5    | 錢師傑 （泰拳教練，1990年代拳王）                              | 李耀東 （泰拳教練，1980年代拳王）                | 3回合 2分鐘 | 錢師傑 | UD   |
| Main Event | 鍾培生                                                         | 林作                                             | 4回合 2分鐘 | 鍾培生 | UD   |

## 賽況
本日拳賽的兩大焦點賽事分別為第4場大J對張致恆及主賽事鍾培生對林作。
大J對張致恆的賽事，原定合約規定減磅至70kg，大J減磅成功但張致恆超標3.5kg，但賽事仍照常進行。大J在第二回合尾聲突然出擊令張致恆失去重心跌倒，成為致勝的關鍵。
林作對鍾培生一戰當中，鍾培生賽前曾豪言「害怕打死林作」及必定KO對手，而林作亦聲稱會於一回合內擊敗鍾培生。首兩個回合，鍾培生積極搶攻，林作絲毫不慌，使用保守及遊走戰術，不斷走避，避開鍾培生的猛烈攻勢，但被拳證警告。第三回合林作一度搶得主動權，但到中局雙方不斷糾纏，最後第四回合，林作再次變得被動。然而，林作的「金蛇纏絲手」使用得宜，成功抵禦鍾培生的攻擊之下，鍾培生僅以點數勝出，未能擊倒對手。

## 觀賽嘉賓
- 裕美[3]
- 王莉妮（林作母親）、七仙羽[4]
- 汪明荃、羅家英[5]